# Un'emergenza d'amore
"Un'emergenza d'amore" é uma canção gravada e interpretada pela cantora italiana Laura Pausini.
É o primeiro single lançado em 11 de Setembro de 1998 que antecipa o lançamento de seu 4º álbum, La mia risposta.

## Informações da canção
A letra foi escrita por Laura Pausini, Cheope e Massimo Pacciani, e a música foi composta por Eric Buffat.
A canção possui uma versão em língua espanhola intitulada Emergencia de amor, adaptada por Laura Pausini, Carlos Pixin e León Tristán, inserida no álbum Mi respuesta e lançada como primeiro single na Espanha e na América Latina.

## Informações do vídeo
O videoclip de Un'emergenza d'amore foi lançado em duas versões: em italiano e em espanhol, e suas gravações foram efetuadas em julho de 1998, sob a direção de Normam Watson. Foi gravado em sua maior parte no deserto californiano do Imperial Valley, mas também tiveram cenas registradas na cidade de Los Angeles.
O vídeo se inicia com Laura Pausini dirigindo um New Beetle preto pelas ruas de Los Angeles, após se aproximar do semáforo ela pára e adormece. Em seguila ela surge em um deserto, onde faz a interpretação da canção. Enquanto ela caminha e canta, ampulhetas podem ser vistas, assim como uma grande estrutura metálica que é escalada pela cantora. No fim do vídeo Laura Pausini desaparece na areia do deserto e surge novamente dentro do carro, buzinas são ouvidas ao fundo, ela desperta e segue dirigindo.
Em 1999, os videoclips de Un'emergenza d'amore e Emergencia de amor, assim como o making of, foram inseridos no VHS Video Collection 93–99.

## Faixas
| CD single - Promo 00012 - Warner Music Itália (1998) 1. Un'emergenza d'amore CD single - Promo 04198 - Warner Music Brasil (1998) 1. Un'emergenza d'amore CD single - 639842476096 Warner Music Itália (1998) 1. Un'emergenza d'amore 2. Un'emergenza d'amore (Instrumental) CD single - Promo 00013 - Warner Music Espanha (1998) 1. Emergencia de amor CD single - Promo 1160 - Warner Music México (1998) 1. Emergencia de amor CD single - Promo 00813 - Warner Music Colômbia (1998) 1. Emergencia de amor CD single - Promo 98021 - Warner Music Argentina (1998) 1. Emergencia de amor | CD single - 3984247642 Warner Music Itália (1998) 1. Un'emergenza d'amore (Radio edit) 2. Un'emergenza d'amore (Instrumental) 3. Ascolta il tuo cuore (Remix) 4. Ángeles en el cielo CD single - Promo 1150 - Warner Music Itália (1998) 1. Un'emergenza d'amore (Rob's Rock) 2. Un'emergenza d'amore (Rob's House) 3. Un'emergenza d'amore (Club Radio) 4. Un'emergenza d'amore (Club Ext) CD single - Promo 1150 - Warner Music Colômbia (1998) 1. Emergencia de amor (Rob's Rock) 2. Emergencia de amor (Rob's House) 3. Emergencia de amor (Club Radio) 4. Emergencia de amor (Club Ext) |

## Créditos
- Alex Richbourg: bateria
- Eric Buffat: teclados, coro
- Dado Parisini: teclados
- Mike Landau: guitarra elétrica
- Nathan East: baixo elétrico
- Luca Jurman: coro
- Emanuela Cortesi: coro

## Desempenho nas tabelas musicais
| Paradas (1998)                            | Melhor posição |
| ----------------------------------------- | -------------- |
| Estados Unidos (Billboard Latin Pop Song) | 8              |
| Estados Unidos (Billboard Latin Song)     | 23             |
| Países Baixos                             | 77             |
| Suíça                                     | 43             |

## Informações adicionais
Un'emergenza d'amore foi inserida também no álbum The Best of Laura Pausini: E ritorno da te e em versão live no DVD Live 2001-2002 World Tour e nos álbuns ao vivo Live in Paris 05, San Siro 2007, Laura Live World Tour 09 e Laura Live Gira Mundial 09.
Emergencia de amor foi inserida também no álbum Lo Mejor de Laura Pausini: Volveré junto a ti e em versão live no álbum ao vivo Laura Live Gira Mundial 09.